# شهرستان پالاسوفسکی
شهرستان پالاسوفسکی (به لاتین: Pallasovsky District) یک شهرستان در روسیه است که در استان ولگوگراد واقع شده‌است.